# La Costa (Laives)
La Costa (Seit in tedesco) è una località (non è considerata frazione) del comune italiano di Laives, in provincia di Bolzano. Si trova a nord rispetto alla cittadina, sulla montagna che sovrasta la frazione Pineta.

## Geografia fisica

### Territorio
La Costa si trova sul monte che sovrasta Pineta (Steinmannwald) e San Giacomo (St. Jakob), caratterizzato da pareti molto scoscese e da ripide rocce porfiriche, talvolta quasi verticali. È posta lungo un'antica via che congiunge il fondovalle alla zona di Nova Ponente.

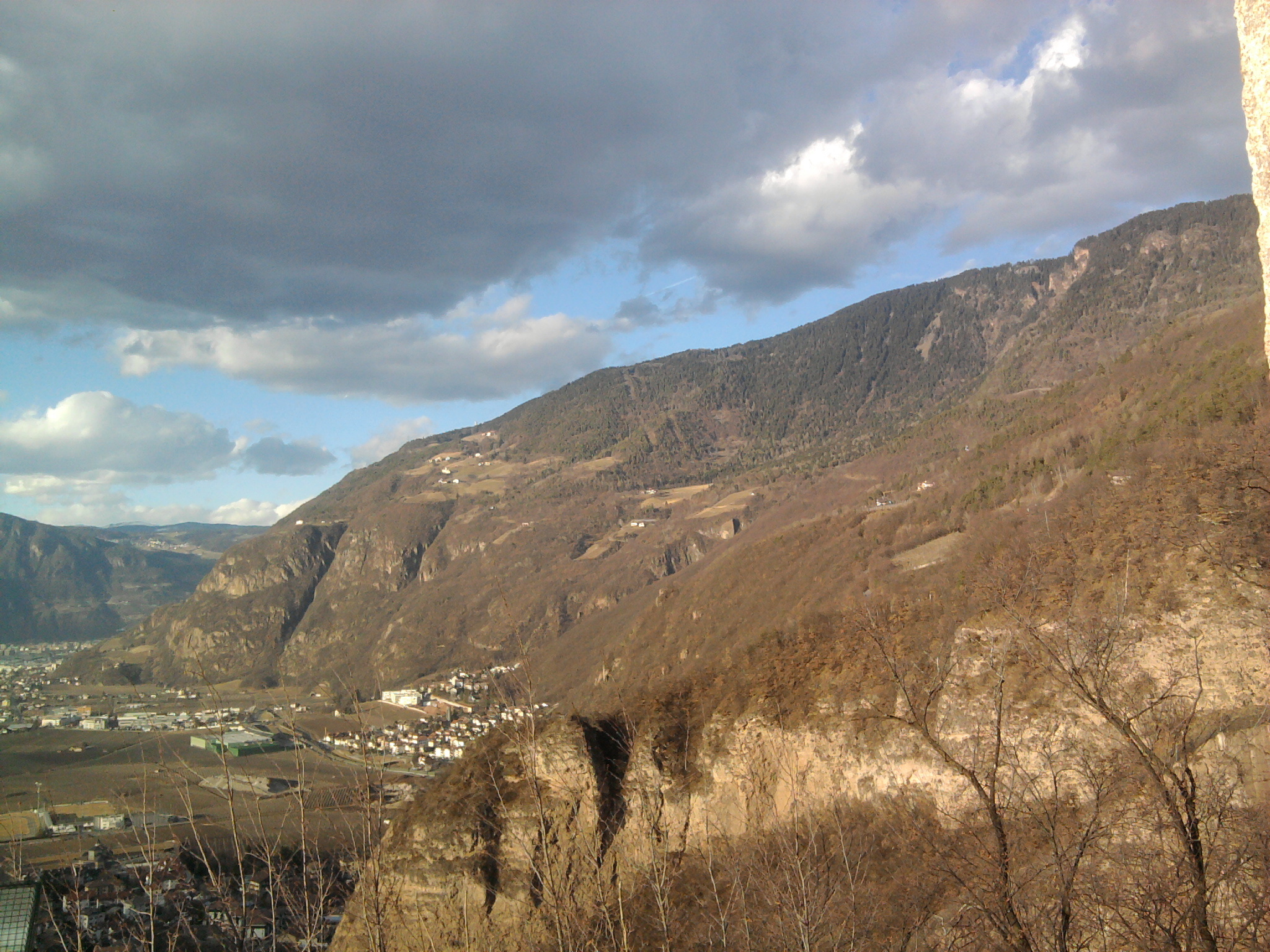
Vista in basso di Laives e Pineta di Laives, in alto i masi di La Costa

## Toponimo
Il toponimo è attestato nel 1664 come auf Seit e nel 1704 come Seith e significa "zona erbosa secca". Il nome più antico risulta invece essere Fasseit, attestato sin dal 1321 con Perchtoldus de Vasseit. Il nome italiano è stato introdotto nel 1940, nel corso della seconda fase dell'italianizzazione della toponomastica in provincia di Bolzano. Il toponimo italiano "La Costa", creato solamente con il Prontuario dei nomi locali dell'Alto Adige nel primo Novecento, tuttora non è molto usato dai residenti del comune, infatti anche dalla popolazione di lingua italiana questa frazione è chiamata con il nome tedesco Seit.

## Monumenti e luoghi d'interesse

### Architetture religiose

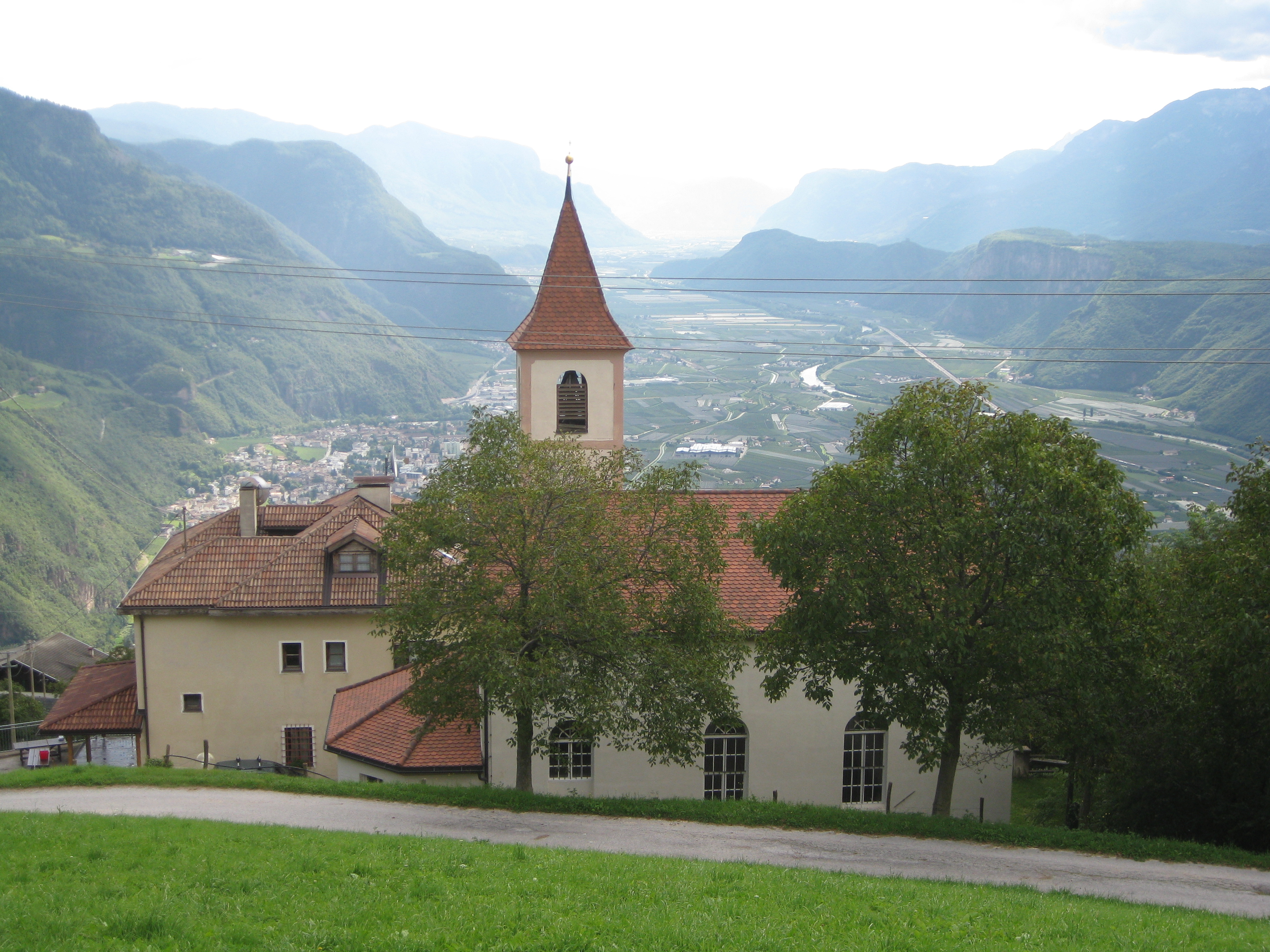
La parrocchiale del beato Enrico da Bolzano

- Chiesa del Beato Enrico da Bolzano. Nel 1853 si convertì la preesistente costruzione adibita a scuola in edificio religioso. La chiesetta venne dedicata al beato Enrico da Bolzano. Il campanile è a lato ed è chiusa da un coro. La campana più antica venne fusa nei primi anni del XIX secolo nel capoluogo altoatesino, mentre gli interni, spogli e semplici, risalgono al XVIII secolo.